# Валтос
Балтос (на гръцки: Επαρχία Βάλτου) е историческа област в Етолоакарнания, Гърция. Според Макс Фасмер етимологията е славянобългарска, от блато.
Намира се в най-северната част на Етолоакарнания и по-точно на Акарнания. Главен град на бившия ном е Амфилохия. Река Аспропотаму отделя Валтос от Евритания. В исторически план средище на Валтос е Стратос (Яница).
С произход от областта е гръцкият военен министър Власисос Балтинос (Βλάσιος Βαλτινός) в правителството на маниота Александрос Кумундурос, който е военен и като такъв през май 1881 г. провежда гръцкото анексиране на района на Арта и Тесалия, утвърдено по силата на последвалия Цариградски договор (1881).